# Ebaeides fulva
Ebaeides fulva är en skalbaggsart som beskrevs av Fisher 1925. Ebaeides fulva ingår i släktet Ebaeides och familjen långhorningar. Inga underarter finns listade i Catalogue of Life.